# Mariya Istomina
Pour les articles homonymes, voir Istomina.
Mariya Istomina est une fondeuse russe, née le 20 mars 1997.

## Biographie
Active dans les courses FIS depuis 2015, elle fait ses débuts en Coupe du monde en décembre 2017 à Davos, avant de marquer ses premiers points au mois de mars qui suit au trente kilomètres libre de Holmenkollen (22e).
Aux Championnats du monde junior, elle remporte deux médailles en 2017, avec l'or au relais et le bronze au cinq kilomètres libre.
En décembre 2018, elle obtient son premier podium avec le relais en Coupe du monde, à Beitostølen, puis est appelée à prendre part au Tour de ski, qu'elle achève au dixième rang (sixième de la dernière étape).
Aux Championnats du monde des moins de 23 ans 2019, elle remporte le titre au dix kilomètres libre.
Elle a aussi participé aux Championnats du monde de 2019, se classant 21e du skiathlon et 29e du trente kilomètres et aux 2021, où elle prend la vingtième place au trente kilomètres notamment.

## Palmarès

### Championnats du monde
| Épreuve / Édition        | Sprint                           | Sprint                           | 10 km                            | 10 km                            | Skiathlon 2 × 7.5 km | 30 km | Relais | Relais   |
| Épreuve / Édition        | libre                            | classique                        | libre                            | classique                        | Skiathlon 2 × 7.5 km | 30 km | Sprint | 4 × 5 km |
| Mondiaux 2019 Seefeld    | —                                | Épreuve inexistante à cette date | Épreuve inexistante à cette date | —                                | 21e                  | 29e   | —      | —        |
| Mondiaux 2021 Oberstdorf | Épreuve inexistante à cette date | -                                | 28e                              | Épreuve inexistante à cette date | -                    | 20e   | —      | —        |

Légende :
- : pas d'épreuve
- — : non disputée par Istomina

### Coupe du monde
- Meilleur classement général : 29e en 2019.
- Meilleur résultat individuel : 6e.

#### Classements par saison
| Saison / Épreuve | Saison / Épreuve | Général | Général | Distance | Distance | Sprint | Sprint |
| Saison / Épreuve | Saison / Épreuve | Class.  | Points  | Class.   | Points   | Class. | Points |
| ---------------- | ---------------- | ------- | ------- | -------- | -------- | ------ | ------ |
| 2018             | 2018             | 93e     | 9       | 68e      | 9        | -      | -      |
| 2019             | 2019             | 29e     | 268     | 23e      | 144      | -      | -      |
| 2021             | 2021             | 84e     | 17      | 55e      | 17       | -      | -      |

### Championnats du monde junior
- Médaille d'or du dix relais en 2017 à Soldier Hollow.
- Médaille de bronze du cinq kilomètres libre en 2017.

### Championnats du monde des moins de 23 ans
- Médaille d'or du dix kilomètres libre en 2019 à Lahti.

### Championnats du monde de rollerski
- Médaille de bronze du dix kilomètres libre en 2021 à Val di Fiemme.
- Médaille de bronze du treize kilomètres classique en 2021.

### Coupes continentales
- 2 podiums, dont 1 victoire en Coupe d'Europe.
- 1 podium en Coupe OPA.